# Herbie Lilburne

b Matchs officiels uniquement.
Herbert (Herbie) Theodore Lilburne, né le 16 mars 1908 à Burnham et mort le 12 juillet 1976 à Dunedin, était un joueur de rugby à XV  qui a joué avec l'équipe de Nouvelle-Zélande. Il évoluait au poste de demi d'ouverture ou d'arrière.

## Carrière
Il dispute ensuite son premier test match avec l'équipe de Nouvelle-Zélande le 18 août 1928 contre l'Afrique du Sud. Son dernier test match est contre l'Australie le 25 août 1934. Il est une fois capitaine de l'équipe de Nouvelle-Zélande en 1929, alors âgé de 21 ans. En 1935, il décide de continuer sa carrière en jouant au rugby à XIII.

## Statistiques en équipe nationale
- Nombre de test matchs avec les Blacks : 10
- 4 points (2 transformations)
- Sélections par année : 2 en 1928, 3 en 1929, 2 en 1930, 1 en 1931, 1 en 1932, 1 en 1934
- Nombre total de matchs avec les Blacks : 40